# Episodi di Jurassic World - Nuove avventure (seconda stagione)
La seconda stagione della serie animata Jurassic World - Nuove avventure, composta da 8 episodi, è stata interamente pubblicata sul servizio di streaming on demand Netflix il 22 gennaio 2021.
| n. | Titolo originale  | Titolo italiano        | Pubblicazione   |
| -- | ----------------- | ---------------------- | --------------- |
| 1  | A Beacon of Hope  | Il faro della speranza | 22 gennaio 2021 |
| 2  | The Art of Chill  | L'arte di rilassarsi   | 22 gennaio 2021 |
| 3  | The Watering Hole | La pozza d'acqua       | 22 gennaio 2021 |
| 4  | Salvation         | Salvezza               | 22 gennaio 2021 |
| 5  | Brave             | Coraggio               | 22 gennaio 2021 |
| 6  | Misguided         | Incauti                | 22 gennaio 2021 |
| 7  | Step One          | Prima mossa            | 22 gennaio 2021 |
| 8  | Chaos Theory      | La teoria del caos     | 22 gennaio 2021 |

## Il faro della speranza
- Titolo originale: A Beacon of Hope
- Diretto da: Michael Mullen
- Scritto da: Rick Williams

### Trama
In seguito alla scoperta di essere stati lasciati sull'isola, il gruppo di ragazzi raggiunge la Main Street parzialmente distrutta dalla battaglia tra l indominus rex contro la t rex , dove trovano dei walkie-talkie, una telecamera funzionante e informazioni su un radiofaro di emergenza situato sull'isola. Nel frattempo, Darius inizia a soffrire di gravi allucinazioni, vivendo nuovamente la morte del compagno Ben e del suo defunto padre Fredrick. Il giorno successivo, il gruppo scopre che la T rex  del parco è entrata in Main Street e ha costruito una piccola "tana" con oggetti di scarto, tra cui un albero finto contenente il radiofaro. Cercando di recuperarlo, Darius e Kenji visitano la tana del dinosauro, mentre Brooklynn e Sammy distraggono con successo la T. Rex, consentendo al resto del gruppo di inviare un segnale di soccorso con l'attrezzo.

## L'arte di rilassarsi
- Titolo originale: The Art of Chill
- Diretto da: Eric Elrod
- Scritto da: M. Willis

### Trama
Il gruppo torna al Campo Cretaceo parzialmente distrutto, dove Kenji decide di restare per prendersi cura di Yaz, che si è slogata la caviglia, mentre Darius, Brooklynn e Sammy si avventurano alla ricerca di forniture mediche in una clinica vicina. Una volta lì, il gruppo trova cibo ma incontra anche dozzine di dinosauri in gabbia e affamati. Darius, Brooklynn e Sammy liberano tutti i dinosauri perché sono erbivori ma c'è ancora un baryonyx che però è un carnivoro. Mentre decidono sul dafarsi, due Baryonyx li attaccano, e per proteggersi i ragazzi liberano tutti i dinosauri che, imbizzarriti, attaccano i Baryonyx. Prima di andarsene, Darius nota il terzo Baryonyx, chiuso in gabbia. Al solo pensiero di lasciarlo morire lì si sente malissimo, e quindi libera pure il terzo Baryonyx, che si riunisce agli altri due. Di ritorno al campo, il gruppo inizia a lavorare alla costruzione di una casa sull'albero, mentre Brooklynn sente strani rumori, che la conducono ad un mucchio di piante congelate.

## La pozza d'acqua
- Titolo originale: The Watering Hole
- Diretto da: Zesung Kang
- Scritto da: Bethany Armstrong Johnson

### Trama
Dopo aver costruito la loro casa sull'albero vicino a un fiume per l'accessibilità all'acqua, il gruppo scopre che il fiume è stato prosciugato. Mentre Darius e Kenji rimuovono una diga di recente costruzione creata da un combatimento territoriale tra stegosaurus e incontrano anche un ceratosaurus e scoprono un abbeveratoio in cui tutti i 32 tipi di dinosauri (ecceto la t rex e il mosasaurus ma che le altre specie frequentano : triceratops, centrosaurus , nasutoceratops, sinoceratops  , pachyrhinosaurus , stegosaurus , kentrosaurus , ankylosaurus , parasaurolophus , ouranosaurus , gallimimus , stygimoloch , brachiosaurus , apatosaurus , compsognathus , monolophosaurus , dilophosaurus , proceratosaurus , teratophoneus, carnotaurus , baryonyx , ceratosaurus , allosaurus , suchomimus , becklespinax , majungasaurus , tarbosaurus , pteranodon  , dimorphodon e infine Blue la velociraptor) si uniscono in modo pacifico per bere acqua, Brooklynn, Yaz e Sammy trovano delle prese d'aria sotto alcune piante e ritrovano il laboratorio di genetica. Scoprendo che il laboratorio potrebbe essere collegato a Mantah Corp e un segreto custodito dal dottor Henry Wu, il trio è costretto ad andarsene dopo essersi imbattutti nella famiglia di Baryonyx che Sammy, Brooklynn e Darius avevano liberato in clinica. Tuttavia, prima di partire, il gruppo prende una busta dal titolo "E750" contenente vari codici e una tessera magnetica. Di ritorno al campo, il gruppo riunito festeggia e riesce a intravedere un falò, portandoli a credere che potrebbero esserci altre persone sull'isola.

## Salvezza
- Titolo originale: Salvation
- Diretto da: Michael Mullen
- Scritto da: Sheela Shrinivas

### Trama
Correndo verso il fuoco, il gruppo viene attaccato da un ceratosaurus che è stato attratto dalle urla di gioia dei ragazzi, che vengono salvati da una taciturna guida turistica di nome Hap e due eco-turisti di nome Mitch e Tiff, che raccontano al gruppo che una barca li verrà a riprendere tra due giorni. Mentre il resto del gruppo decide di passare la giornata a guardare i dinosauri (per prima dei compsognatus, ma questi quasi uccidono Tiff, poi dei brachiosaurus), Brooklynn e Kenji decidono di indagare su Hap dopo essere diventati sospettosi, ma vengono sorpresi mentre cercano di intrufolarsi nella sua yurta. Qualche istante dopo, i due ragazzi scoprono un rabbioso Hap che dice a qualcuno tramite un walkie-talkie che "si prenderà cura dei bambini" da solo. Dopo essere stati inseguiti in un vicolo cieco, Brooklynn e Kenji rimangono in trappola, quando di colpo Hap viene colpito da un ramo, cadendo svenuto, e Ben si riunisce al gruppo insieme ad una Bumpy alquanto cresciuta.

## Coraggio
- Titolo originale: Brave
- Diretto da: Eric Elrod
- Scritto da: Lindsay Kerns

### Trama
In un flashback della prima stagione, si scopre che Ben sopravvive alla sua caduta senza ferirsi. Decidendo di cercare il segnale di emergenza sull'isola, Ben inizia il suo viaggio verso Main Street insieme a Bumpy, e i due vengono attaccati dal carnotauro Toro, che è ustionato e ferito come visto nel finale della scorsa stagione. Dopo diversi giorni difficili e in continua lotta per la sopravvivenza, Ben si arrabbia con Bumpy e gli urla contro, costringendola a scappare. Dopo alcuni giorni da solo, Ben sviluppa un po' di coraggio, riuscendo a spaventare un gruppo di Compsognatus che lo seguivano da diverso tempo. Il giorno successivo, Ben decide di combattere il carnotauro Toro con l'aiuto decisivo di una Bumpy ormai cresciuto, e lo fa cadere da un dirupo ma decide di non ucciderlo. Intravedendo il fumo del fuoco da campo, Ben sente Mitch, Tiff e Hap parlare di un "piano segreto" per trattare con il resto del gruppo.

## Incauti
- Titolo originale: Misguided
- Diretto da: Leah Artwick
- Scritto da: Rick Williams

### Trama
Subito dopo, Darius, Yaz e Sammy scoprono che Mitch e Tiff non sono eco turisti ma in realtà sono cacciatori di grosse prede che cercano di uccidere sadicamente i dinosauri sull'isola, e sono costretti a condurre i due all'abbeveratoio. Nel frattempo, Hap cerca di aiutare Brooklynn, Kenji e Ben conducendoli prima ad un garage poi su una barca sulla riva di Isla Nublar. Tuttavia, il gruppo è aggredito dai tre Baryonyx, e Hap decide di riscattarsi, sacrificando la sua vita per far scappare i ragazzi. Mentre è con Mitch e Tiff, Yaz riesce a scappare e trova Brooklynn e Kenji, dicendo loro che Darius sta segretamente conducendo Mitch e Tiff a Main Street.

## Prima mossa
- Titolo originale: Step One
- Diretto da: Michael Mullen
- Scritto da: Sheela Shrinivas

### Trama
Informati della situazione, Brooklynn, Yaz, Kenji e Ben usano i tunnel sotterranei per arrivare in una stanza di sorveglianza e guardare cosa sta succedendo su Main Street. Dopo che la T. Rex arriva e spaventa Mitch e Tiff che scappano nella giungla, Darius e Sammy, dopo essersi anche loro salvati dal dinosauro, dicono al resto del gruppo che i sadici bracconieri stanno andando all'abbeveratoio per uccidere i dinosauri.

## La teoria del caos
- Titolo originale: Chaos Theory
- Diretto da: Eric Elrod
- Scritto da: Josie Campbell

### Trama
Per salvare i dinosauri, il gruppo decide di spaventarli lontano dall'abbeveratoio. Dopo averlo fatto, la T. Rex provoca inavvertitamente una fuga precipitosa di dinosauri erbivori e carnivori, che causano la brutale ma meritata morte dei bracconieri (Mitch viene divorato dalla T rex e Tiff, dopo essere riuscita a salire sulla barca, muore per mano dei Baryonyx chaos e  limbo per vendetta perché nel sentiero per la pozza d acqua tiff a sparato e ucciso grim così chaos e limbo hanno deciso di vendicarsi), lasciando i ragazzi ancora una volta, bloccati sull'isola ma qui cambiano piano invece di aspettare che qualquno venga a salvarli decidono di lasciare l ' isola da soli. Nel frattempo, uno pteranodon becca un altoparlante, un sinoceratops e tre parasaurolophus corrono tra il campo di Tiff e Mitch, si vede la corda spezzata della morte di Mitch, due stegosaurus due parasaurolophus e tre compsognatus corrono nella uscita privata per il molo, un compsognatus distrugge la rete elettrica, e una misteriosa creatura precedentemente in criostasi riesce a fuggire da una stanza numerata "E750".